# Grafisk formgivare
Grafisk formgivare svarar för den grafiska formgivningen av en trycksak, förpackning eller webbplats på Internet, eller skyltar, eller det kompletta visuella framträdandet för ett företag eller organisation, det vill säga ger en form genom att välja bokstäver, symboler, bilder och färger. Målet är att utseendet ska avspegla innehållet och det sammanhang som det befinner sig i för att på så sätt skapa en logisk helhet.
Likställs ibland med art director, men är i vissa sammanhang underställd en sådan.